# Епархия Арды и Клонмакнойса
Епархия Арды и Клонмакнойса (лат. Dioecesis Ardachadensis et Cluanensis, ирл. Deoise Ardach agus Chluain Mhic Nóis) — диоцез Римско-католической церкви, в составе митрополии Армы в Ирландии.
По состоянию на 2018 год клир епархии насчитывает 67 священников (59 епархиальных и 8 монашествующих). С 2013 года епископом является Фрэнсис Даффи.

## Территория
Епархия находится полностью на территории Ирландии и охватывает бо́льшую часть графств Лонгфорд и Литрим, и частично графства Каван, Оффали, Роскоммон, Слайго и Уэстмит. Крупнейшие города епархии — Атлон, Баллимахон, Каррик-он-Шаннон, Мяхас-Тримь, Гранард и Лонгфорд.

## История
Объединение епархий Арды и Клонмакнойса, впервые предложенное в 1709 году, осуществилось в 1756 году после смерти епископа Мита Стивена Макигана, который был апостольским администратором епархии Клонмакнойса. 7 августа 1756 года епископ Арды Августин Чиверс был переведён в епархию Мита, а 11 августа того же года Энтони Блейк был назначен первым епископом объединённого престола Арды и Клонмакнойса.

### Пожар в кафедральном соборе
На Рождество 2009 года собор Святого Мэла в Лонгфорде полностью выгорел. Епископ О’Рейли назвал здание «просто ракушкой» и заявил, что оно «сгорело до самого основания». Он назвал собор середины XIX века одним из главных храмов центральной части страны. После длительного расследования причиной пожара был назван облицованный кирпичом дымоход в задней части собора. Стоимость реконструкции оценивается в 30 миллионов евро. Восстановленный собор был открыт для прихожан на Рождество 2014 года.

## Епископы
| Список епископов Арды и Клонмакнойса | Список епископов Арды и Клонмакнойса | Список епископов Арды и Клонмакнойса | Список епископов Арды и Клонмакнойса |
| Годы службы                          | Имя                                  | Примечания |                                      |
| ------------------------------------ | ------------------------------------ | --- | ------------------------------------ |
| 1756 — 1758                          | Энтони Блейк                         | Назначен 11 августа 1756 года. Стал архиепископом Армы 21 августа 1758 года.                                                                                 |                                      |
| 1758 — 1788                          | Джеймс Брейди                        | Назначен 21 августа 1758 года. Умер 11 января 1788 года. |                                      |
| 1788 — 1812                          | Джон Круз                            | Назначен 10 июня и рукоположен 17 августа 1788 года. Умер 28 июня 1812 года.                                                                                 |                                      |
| 1815 — 1829                          | Джеймс Магауран                      | Назначен 12 марта 1815. Умер 3 июня 1829 года. |                                      |
| 1829 — 1853                          | Уильям О’Хиггинс                     | Назначен 2 октября и рукоположен 30 ноября 1829 года. Умер 3 января 1853 года.                                                                               |                                      |
| 1853 — 1867                          | Джон Килдафф                         | Назначен 29 апреля и рукоположен 29 июня 1853 года. Умер 21 июня 1867.                                                                                       |                                      |
| 1868 — 1870                          | Найл Маккейб, лазарист               | Назначен 29 ноября 1867 и рукоположен 2 февраля 1868 года. Умер 22 июля 1870 года.                                                                           |                                      |
| 1871 — 1878                          | Джордж Майкл Конрой                  | Назначен 19 февраля и рукоположен 11 апреля 1871 года. Умер 4 августа 1878 года.                                                                             |                                      |
| 1879 — 1895                          | Бартоломью Вудлок                    | Назначен 4 апреля и рукоположен 1 июня 1879 года; подал в отставку 12 февраля 1895 года; стал титулярным епископом Трапезополиса. Умер 13 декабря 1902 года. |                                      |
| 1895 — 1927                          | Джозеф Хор                           | Назначен 8 февраля и рукоположен 19 марта 1895 года. Умер 14 апреля 1927 года.                                                                               |                                      |
| 1927 — 1966                          | Джеймс Джозеф Макнами                | Назначен 20 июня и рукоположен 31 июля 1927 года. Умер 24 апреля 1966 года.                                                                                  |                                      |
| 1967 — 1982                          | Кахал Брендан Дейли                  | Назначен 26 мая и рукоположен 16 июля 1967 года. Стал епископом Дауна и Коннора 24 августа 1982 года.                                                        |                                      |
| 1983 — 2013                          | Колм О’Рейли                         | Назначен 24 февраля и рукоположен 10 апреля 1983 года. Ушёл в отставку 17 июля 2013 года.                                                                    |                                      |
| 2013 — н. в.                         | Фрэнсис Даффи                        | Назначен 17 июля 2013 года, и рукоположен 6 октября 2013 года.                                                                                               |                                      |
| Источник(и):                         |                                      | |                                      |